# Bléruais
Bléruais (tiếng Breton: Blerwaz, Gallo: Bleruaz) là một xã của tỉnh Ille-et-Vilaine, thuộc vùng Bretagne, miền tây bắc nước Pháp.